# Elektronska vrzel
Elektronska vrzel (tudi elektronska luknja ali samo vrzel) je pozitivno nabit kvazidelec (običajno v valenčnem pasu polprevodnika) na mestu, kjer manjka elektron. Pojem elektronske vrzeli se uporablja v fiziki, kemiji in elektrotehniki. Elektronska vrzel se razlikuje od pozitrona, ki je podoben elektronu in ga prištevamo med delce antimatarije.

## Elektronska vrzel v fiziki trdne snovi
Elektronska vrzel nastane tam, kjer bi moral biti elektron, pa ga ni. Zaradi tega pogosto govorimo o paru elektron-vrzel.
Najlažje je razumljiv pojem vrzeli v polprevodniških snoveh. Elektroni se običajno nahajajo v valenčnem pasu, kadar pa elektron preskoči v prevodni pas, nastane na mestu, kjer je prej bil elektron, prazno mesto, ki ga lahko obravamo kot kvazidelec s pozitivnim nabojem, ki je enak naboju elektrona. Ta delec imenujemo elektronska vrzel. 
V večini polprevodnikov je efektivna masa vrzeli večja od mase elektrona. To je posledica manjše gibljivosti vrzeli pod vplivom električnega polja. 

## Zunaje povezave
- Simulacija transporta vrzeli v kristalu Arhivirano 2003-09-15 na Wayback Machine. (slovensko)